# 자나이역
자나이역(일본어: 茶内駅)은 일본 홋카이도 앗케시 군 하마나카정에 있는 홋카이도 여객철도 네무로 본선 (하나사키 선)의 역이다. 상대식 승강장 2면 2선의 구조의 형태를 지닌 지상역이다.

## 타는 곳
| 1 | ■ 네무로 본선 (하나사키 선) | (하행) | 하마나카 · 앗토코 · 네무로 방면   |
| 2 | ■ 네무로 본선 (하나사키 선) | (상행) | 이토이자와 · 앗케시 · 구시로 방면 |

## 역 주변
- 하마나카 정 자나이 합동청사
  - 하마나카 정청 자나이 지소
- 하마나카 정 자나이 커뮤니티 센터
- 하마나카 정 농업자 트레이닝 센터
- 다카나시 우유 홋카이도 공장

## 인접 정차역
| 홋카이도 여객철도 네무로 본선 | 홋카이도 여객철도 네무로 본선 | 홋카이도 여객철도 네무로 본선 |
| ----------------------------- | ----------------------------- | ----------------------------- |
| 앗케시 신토쿠 방면            | 네무로 본선                   | 하마나카 구시로 방면          |